# 哥本哈根南站
哥本哈根南站（丹麦语：København Syd Station），曾用名：“新埃勒比约站（丹麦语：Ny Ellebjerg Station）”是丹麦首都哥本哈根的一座铁路车站，使用单位包括丹麦国家铁路、哥本哈根市郊铁路、哥本哈根地铁（地铁站部分尚未完工）。该站的前身是“埃勒比约站”，位于本站西南方百米开外处，原先的“埃勒比约站”现已关闭。

## 历史
2005年1月8日，新埃勒比约站临时站房启用，2006年11月16日正式站房启用。2007年1月5日，新埃勒比约站的前身埃勒比约站完全关闭。次日，新埃勒比约站完全取代埃勒比约站的功能。
哥本哈根地铁4号线二期工程预计将于2024年启用，届时该站将成为哥本哈根地铁4号线西南端终点站。本站中的哥本哈根地铁站台位于地下。
为配合设计速度250千米/小时的“哥本哈根—灵斯泰兹高铁”，本站对站台进行了重建。
2023年12月10日，新埃勒比约站（丹麦语：Ny Ellebjerg Station）更名为哥本哈根南站（丹麦语：København Syd Station），本站的定位亦随之转换为铁路客运枢纽站。

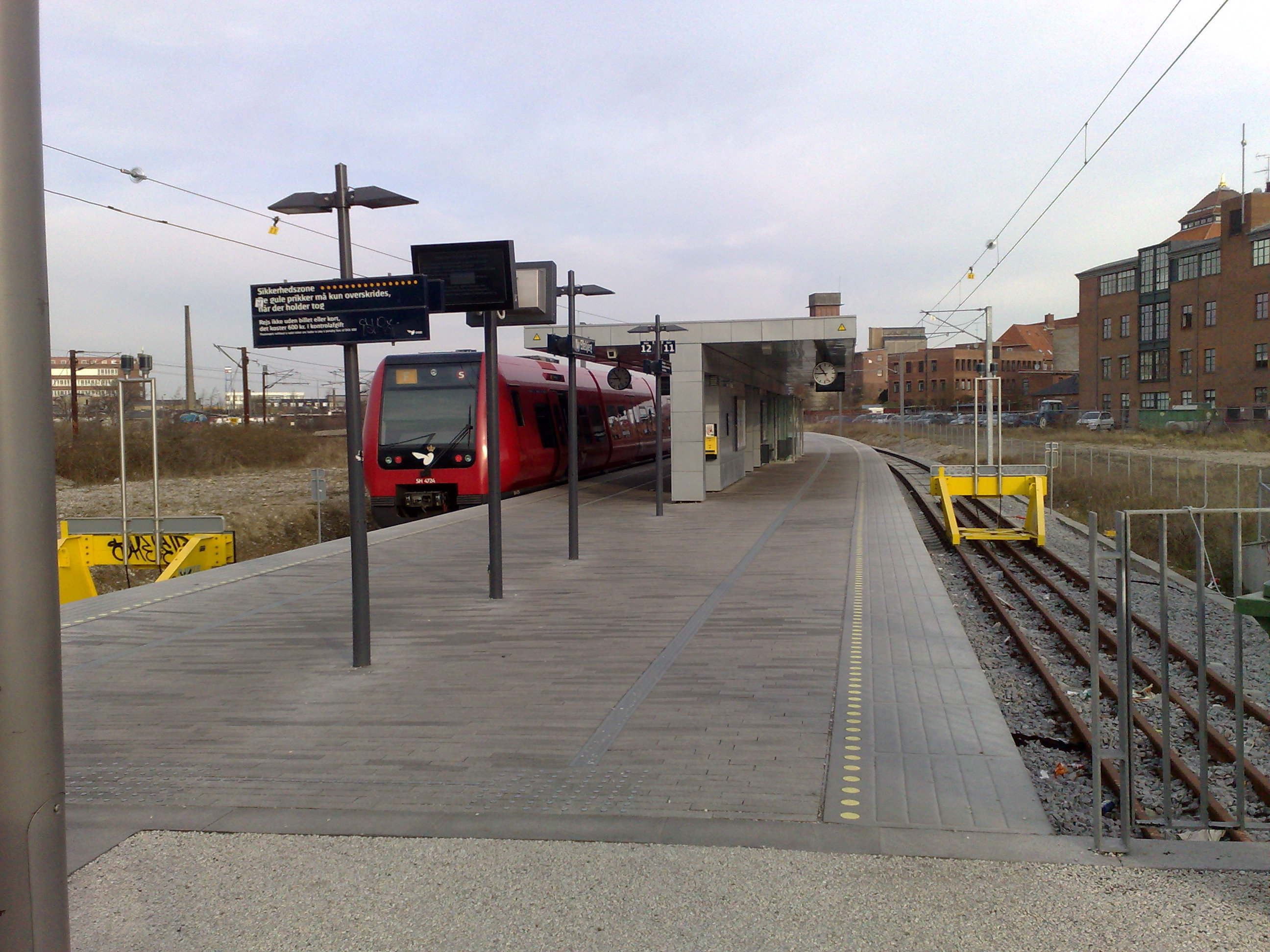
哥本哈根市郊铁路F线列车停靠在地面层站台，该站同时也是哥本哈根市郊铁路F线的终点站
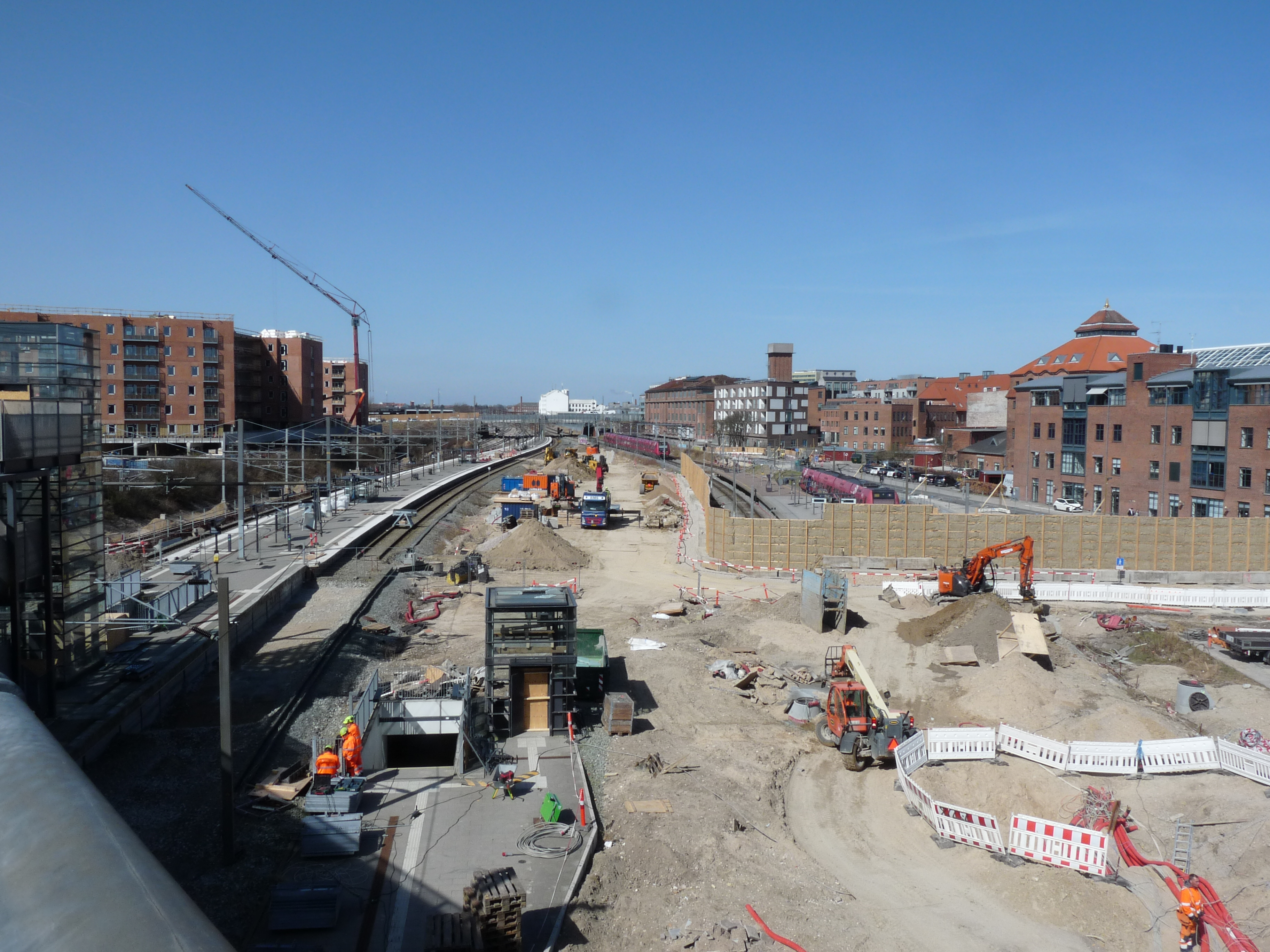
改建中的该站（当时称“新埃勒比约站”），拍摄于2018年，右侧停靠有列车的站台是哥本哈根市郊铁路F线站台

## 运营状况
| 上一站                                | 丹麦国家铁路                        | 下一站                    |
| ------------------------------------- | ----------------------------------- | ------------------------- |
| 哥本哈根火车总站 开往：哥本哈根机场站 | 城际列车 哥本哈根⟷奥尔堡            | 克厄北站 开往：奥尔堡站   |
| 哥本哈根火车总站 开往：东门站         | 区域列车 哥本哈根⟷罗斯基勒⟷勒茲比港 | 克厄北站 开往：勒茲比港站 |

## 外部連結
维基共享资源上的相關多媒體資源：哥本哈根南站
- 丹麦国家铁路官网对本站的介绍 （页面存档备份，存于）（丹麦文）